# Glebitzsch
Glebitzsch è una frazione della città tedesca di Sandersdorf-Brehna, nella Sassonia-Anhalt.

Conta (2006) 659 abitanti.
Comprende le località di Beyersdorf e Köckern.

## Storia
Glebitzsch costituì un comune autonomo fino al 1º luglio 2009.